# 布拉戈達爾內區

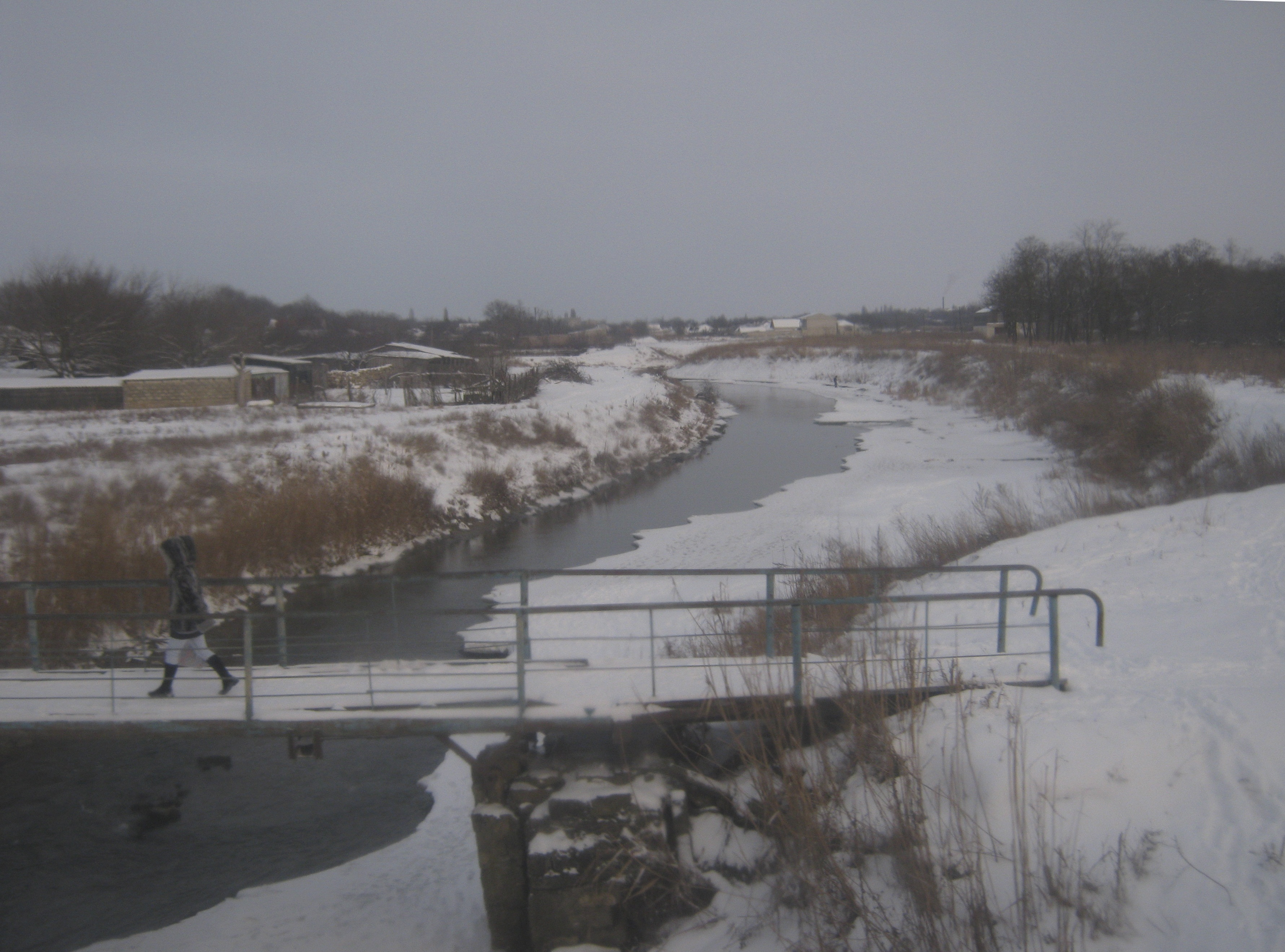

45°06′N 43°26′E / 45.100°N 43.433°E
布拉戈達爾內區（俄语：Благодарненский район），是俄羅斯的一個區，位於該國西南部，由斯塔夫羅波爾邊疆區負責管轄，面積2,471平方公里，2010年人口62,047，人口密度每平方公里25.11人。